# Hipolit Chądzyński
Hipolit Chądzyński (ur. 1837 w Wilnie, zm. 1898 w Warszawie), uczestnik powstania styczniowego, zesłaniec.
Był synem nauczyciela szkół wileńskich. Uczęszczał do gimnazjum w Wilnie, następnie podjął studia na uniwersytecie w Charkowie, by w 1860 przenieść się na Uniwersytet Petersburski. Po wybuchu powstania styczniowego zaciągnął się do oddziału Zygmunta Mineyki, naczelnika powiatu oszmiańskiego. W czasie jednej z potyczek trafił do niewoli i na mocy wyroku sądu wojennego został skazany na ciężkie roboty na Syberii. Odbył wyrok w Nerczyńsku, potem pozostawał w guberni irkuckiej jako osadnik. W 1884 osiadł w Warszawie i został rachmistrzem w biurze Kolei Warszawsko-Wiedeńskiej.